# Valjčari
Valjčari (Priapulida), razred morskih životinja, prvousti ili Protostomia iz koljena Cephalorhyncha. 
U prošlosti se javljaju od srednjeg kambrija. Beskralježnjaci su valjkastog (cjevastog) oblika koji žive na muljevitom morskom dnu, na dubinama do 90 metara. Vrsta Priapulus caudatus živi na području Arktika i Antarktika.
Valjčari se hrane mnogočetinašima.

## Klasifikacija
- Porodica Chaetostephanidae
  - Genus Maccabeus
- Porodica Maccabeidae
  - genus /
- Porodica Priapulidae
  - Genus Acanthopriapulus van der Land, 1970
  - Genus Halicryptus von Siebold, 1849
  - Genus Priapulopsis Koren & Danielssen, 1875
  - Genus Priapulus Lamarck, 1816
- Porodica Tubiluchidae
  - Genus Meiopriapulus
  - Genus Tubiluchus van der Land, 1968

### Fosilne vrste, porodice i rodovi:
- Acosmia Chen and Zhou 1997
- Ancalagonidae Conway Morris 1977
- Archotuba Hou et al. 1999
- Corynetis Luo and Hu 1999
- Eximipriapulus Ma et al. 2014
- Fieldiidae Conway Morris 1977
- Lecythioscopa Conway Morris 1977
- Miskoiidae Walcott 1911
- Omnidens Hou and Others 2006
- Ottoiidae Walcott 1911
- Paraselkirkia Luo and Hu 1999
- Red Priapulomorpha Slavini-Plawen 1974
- Scolecofurca Conway Morris 1977
- Selkirkiidae Conway Morris 1977
- Sicyophorus